# Eileiderontsteking
Eileiderontsteking of salpingitis is een ontsteking van de eileider(s), die vroeger ook wel salpingen werden genoemd.
Het gaat meestal om micro-organismen die via de vagina en de baarmoederhals in de eileiders en de buikholte zijn gekomen. De aandoening kan zowel sluipend als heftig verlopen, met zeer hevige pijn en hoge koorts. Behandeling is met geëigende antibiotica en eventueel, bij abcesvorming, chirurgisch. Als de eileider zelf met pus is gevuld spreekt men van een pyosalpinx.
Door verlittekening kunnen de eileiders na een dergelijke episode vaak minder goed functioneren en salpingitis is daarom een vrij belangrijke oorzaak van onvruchtbaarheid. Ongeveer 15% van de vrouwen is na een eenmalige salpingitis onvruchtbaar. Salpingitis veroorzaakt door de SOA chlamydia heeft een slechtere prognose dan die veroorzaakt door gonorroe.
De ontsteking beperkt zich vaak niet tot de eileider(s) maar kan het hele kleine bekken omvatten, men spreekt dan ook wel van "pelvic inflammatory disease".
Een beruchte verwekker is het micro-organisme chlamydia trachomatis, die vaak een lichte, nauwelijks opgemerkte ontsteking veroorzaakt maar wel tot onvruchtbaarheid kan leiden.
Een eileiderontsteking hoeft niet altijd verwekt te worden door een soa. De bacterie kan ook bij het plaatsen van een spiraal naar binnen komen. En soms is de oorzaak onbekend.